# Milan Gajić (ur. 1996)
Milan Gajić (cyr. Милан Гајић, ur. 28 stycznia 1996 w Vukovarze) – serbski piłkarz grający na pozycji obrońcy. Od 2022 roku zawodnik CSKA Moskwa.

## Życiorys
Urodził się w 1996 roku w Vukovarze obecnie leżącym w Chorwacji, a ówcześnie będącym pod kontrolą jugosłowiańską. Jako junior grał w Dinamie Pančevo i OFK Beograd. W 2014 roku został piłkarzem seniorskiego zespołu tego drugiego. W 2015 roku wraz z młodzieżową reprezentacją Serbii świętował zdobycie złotego medalu na rozgrywanych w Nowej Zelandii Mistrzostwach Świata U-20. 22 lipca 2015 został piłkarzem pierwszoligowego Girondins Bordeaux. W Ligue 1 zadebiutował 23 sierpnia 2015 w zremisowanym 0:0 meczu z Lille OSC. 4 lutego 2019 odszedł na zasadzie wolnego transferu do belgradzkiej FK Crvena zvezda.